# Emma Ekwall
Emma Amalia Ekwall, född 18 januari 1838 på Gransbo i Säby socken nuvarande Tranås kommun, död 30 januari 1925 i Stockholm, var en svensk konstnär.

## Biografi
Ekwall var dotter till kronofogden Nils Fredrik Ekvall och Emelie Bernhardina Carolina Djurström samt syster till Knut, Hugo och Gustaf Ekwall.
Emma Ekwall studerade vid Konstakademien i Stockholm 1865–1870. År 1871 fick hon som första kvinna den kungliga medaljen. Efter studierna tillbringade hon en tid i München och Leipzig. Hon målade porträtt, blomsterstilleben och genretavlor med barn. Mest uppskattad blev hon för sina barnporträtt.
Ekwall finns representerad vid bland annat Nationalmuseum i Stockholm, Norrköpings konstmuseum och Kalmar konstmuseum.
Emma Ekwall är begravd på Norra begravningsplatsen utanför Stockholm.

## Galleri

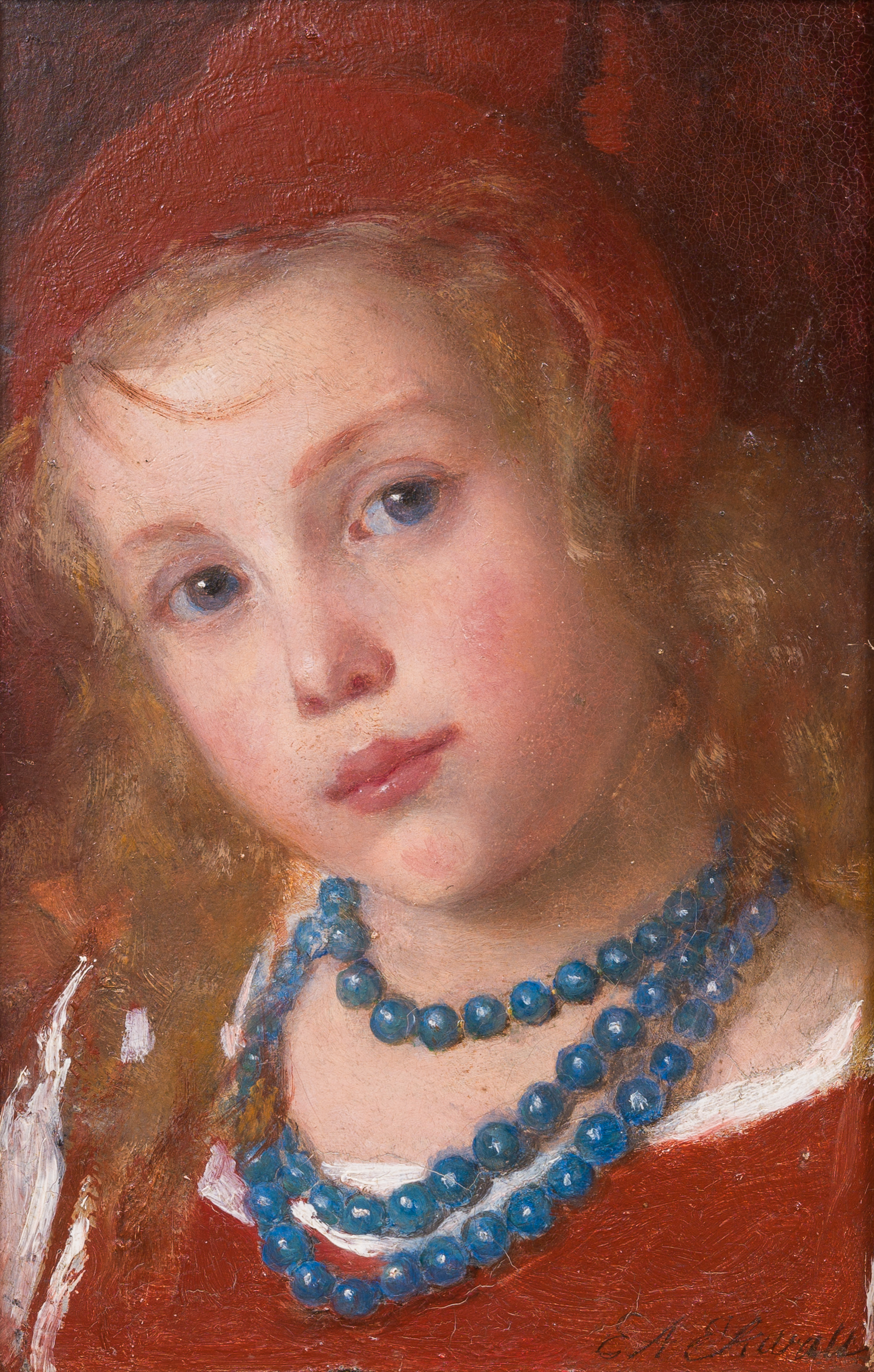
Flicka med blått halsband
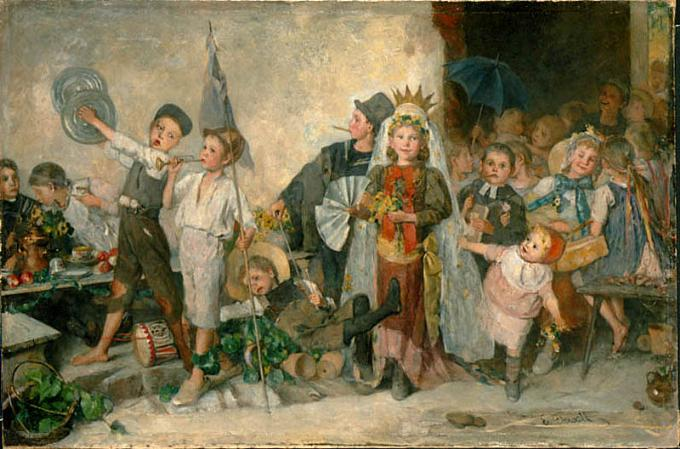
Barn som leker bröllop
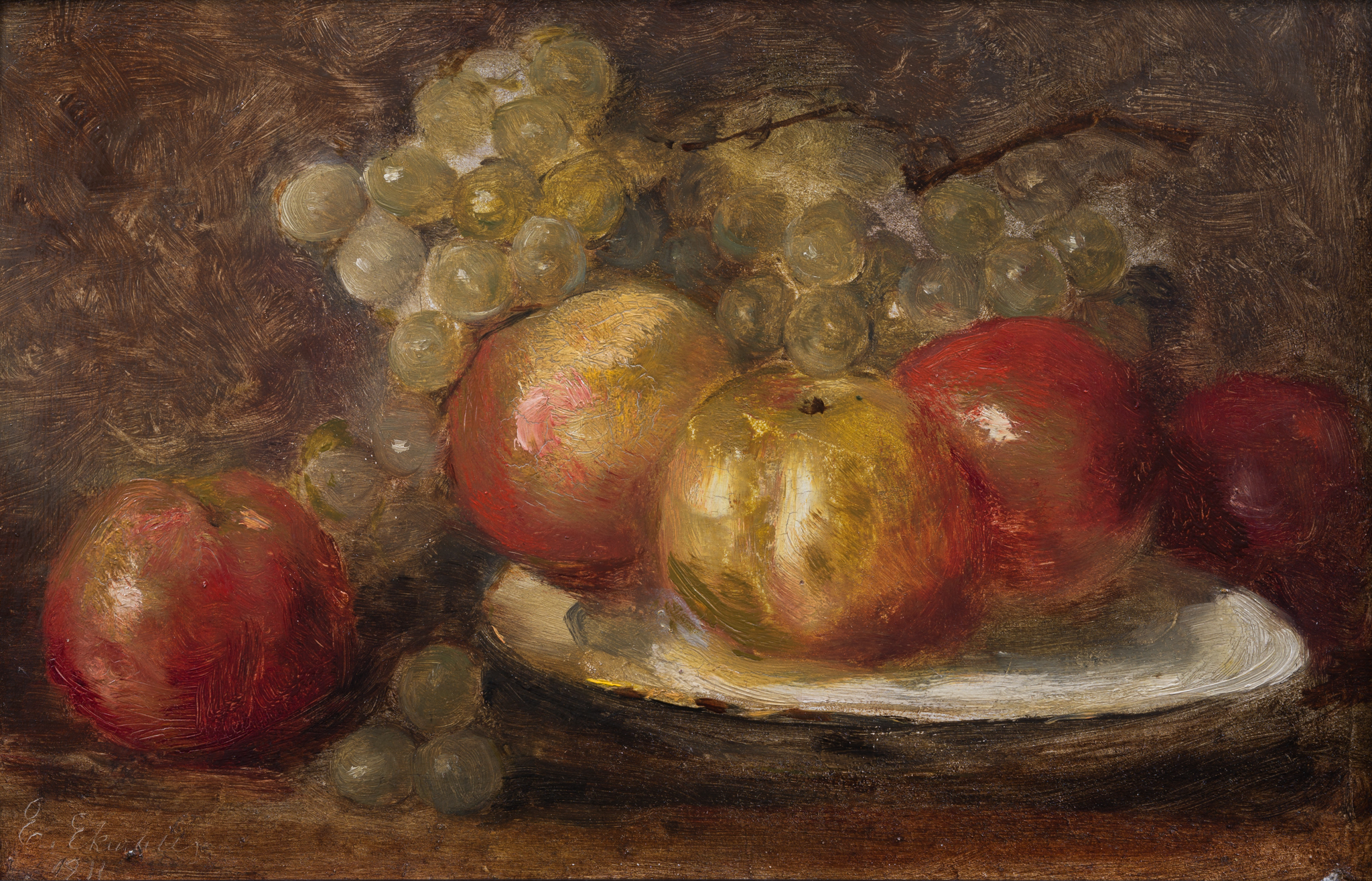
Stilleben med frukter, 1911
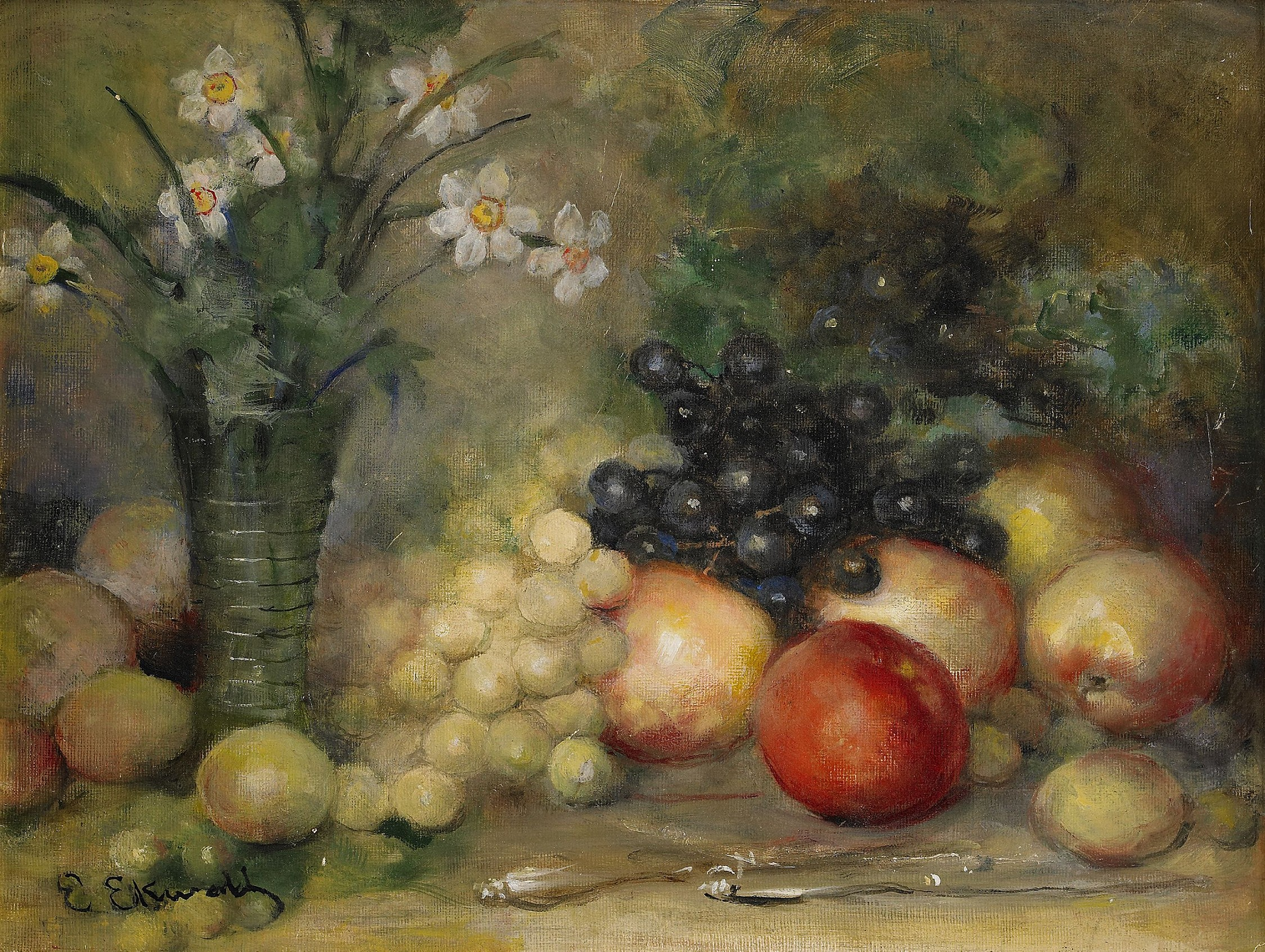
Stilleben med frukter
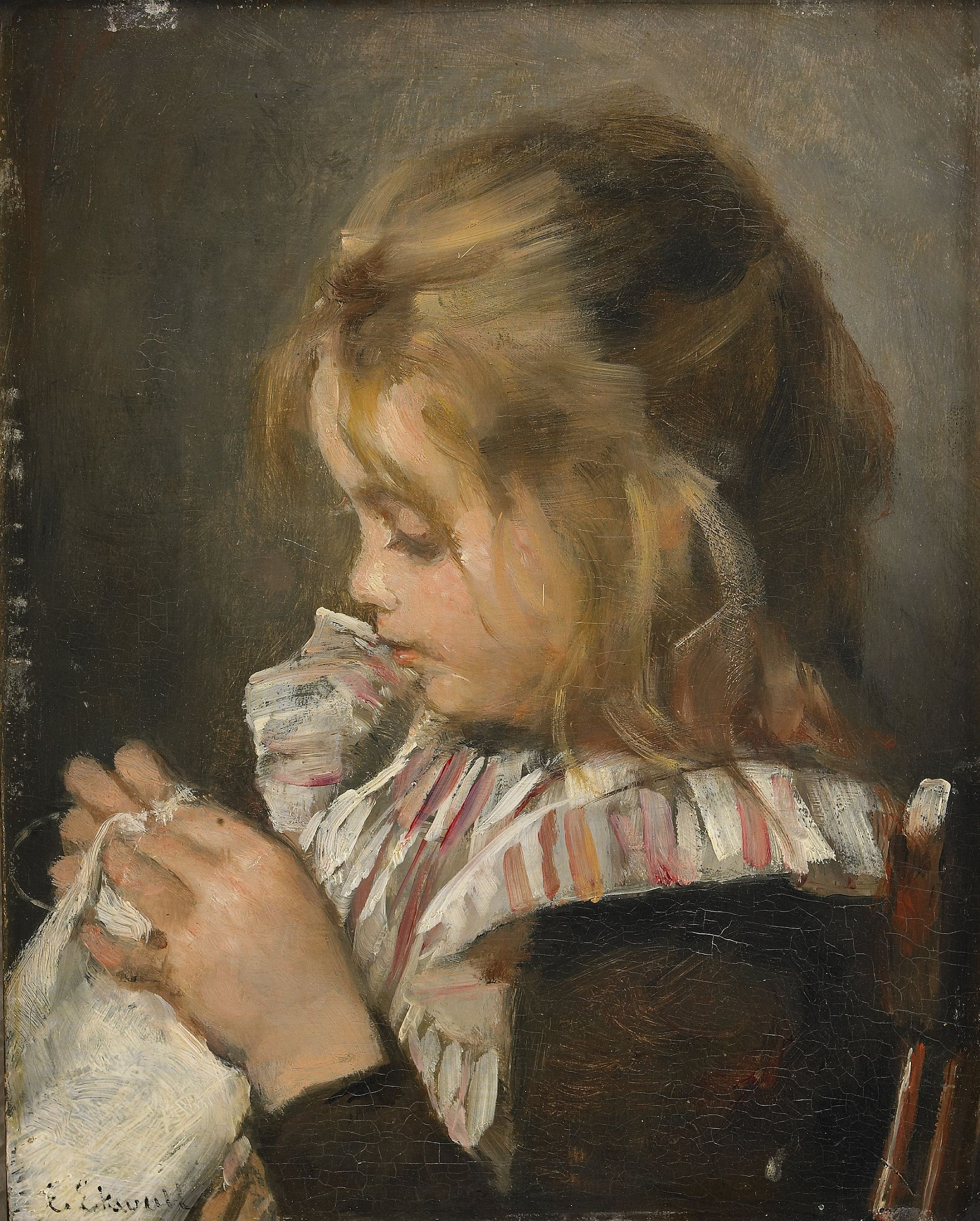
Handarbetande flicka
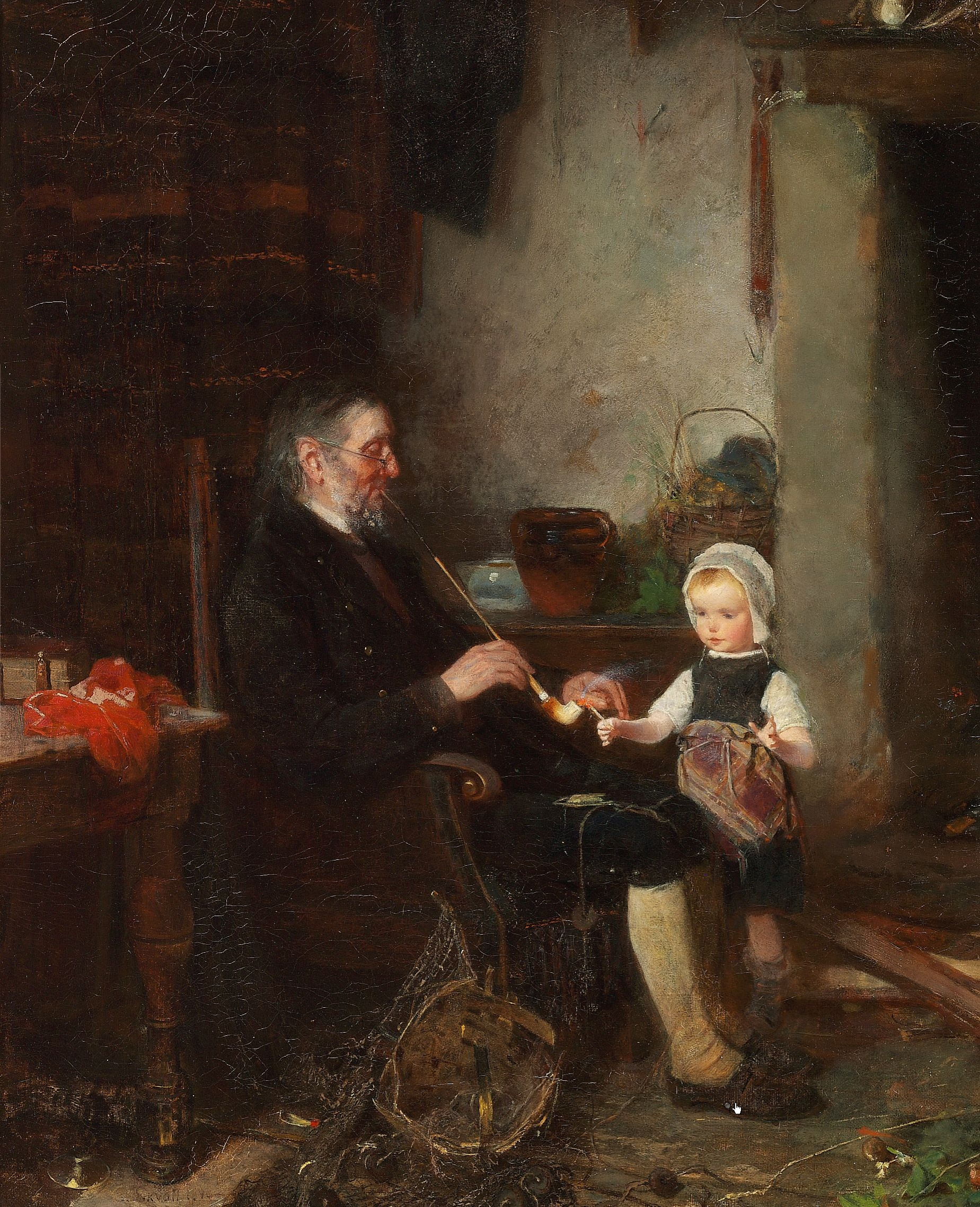
Tända pipan (1890)
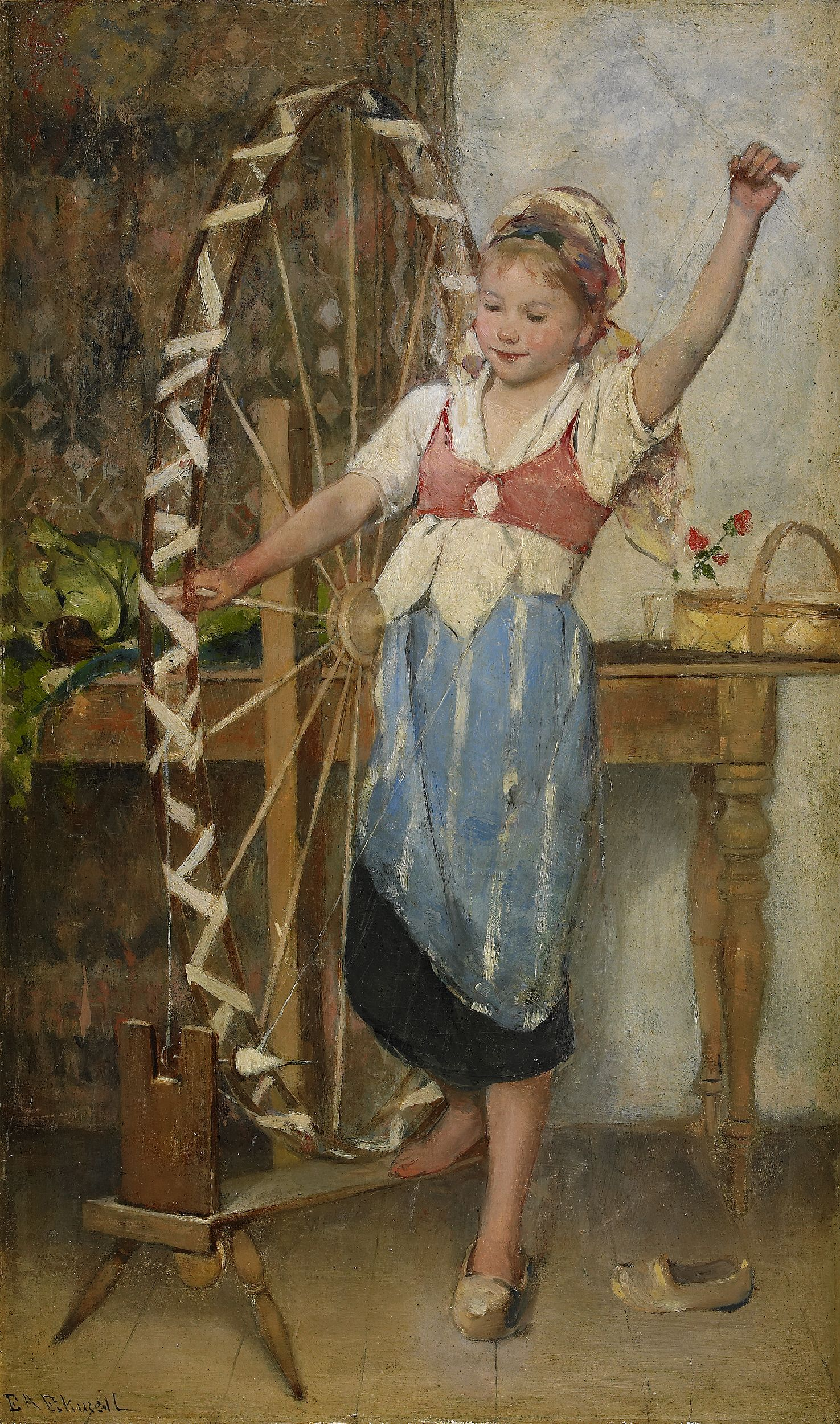
Den lilla spinnerskan
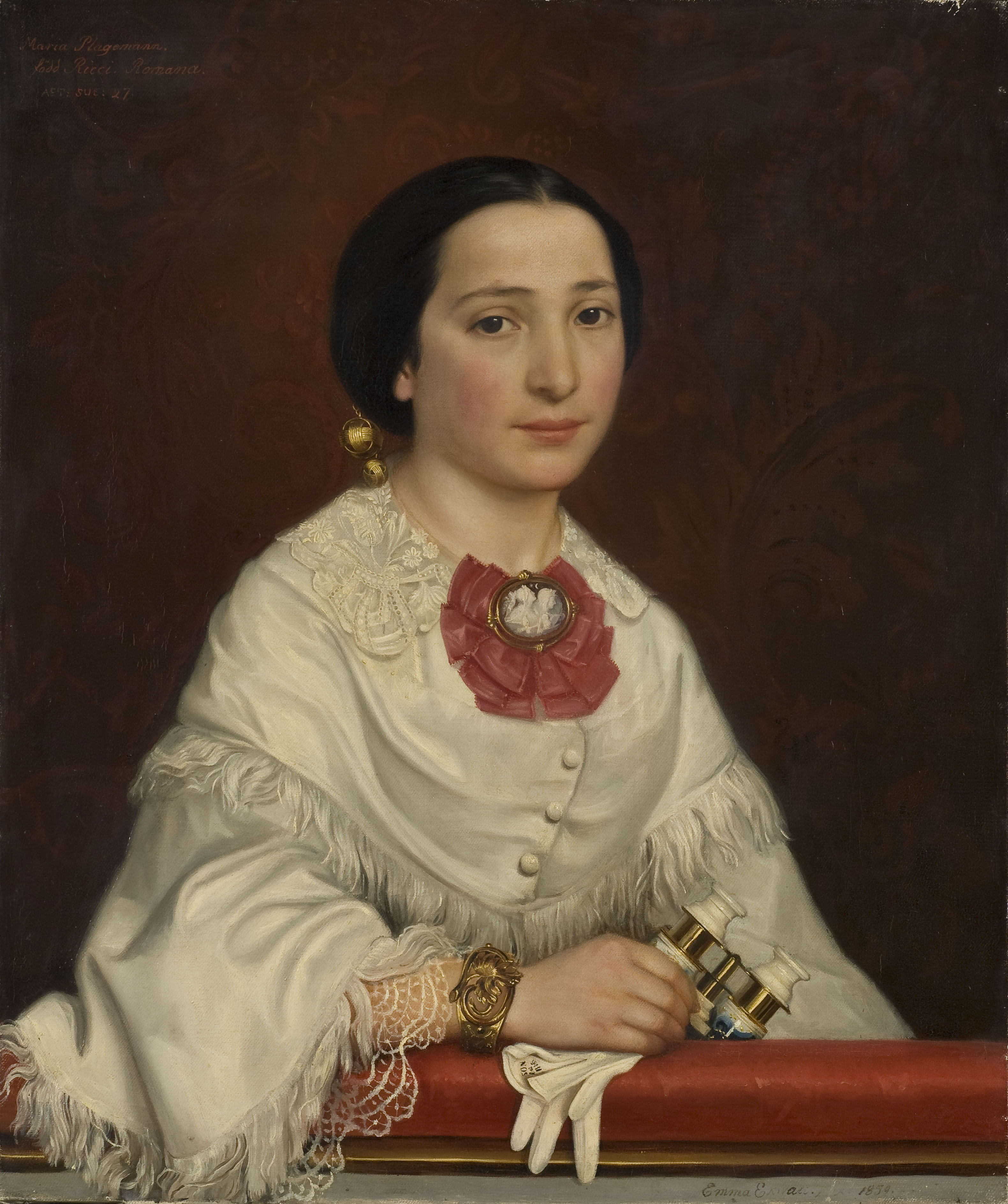
Porträtt av Maria Dominica Ricci (1854)
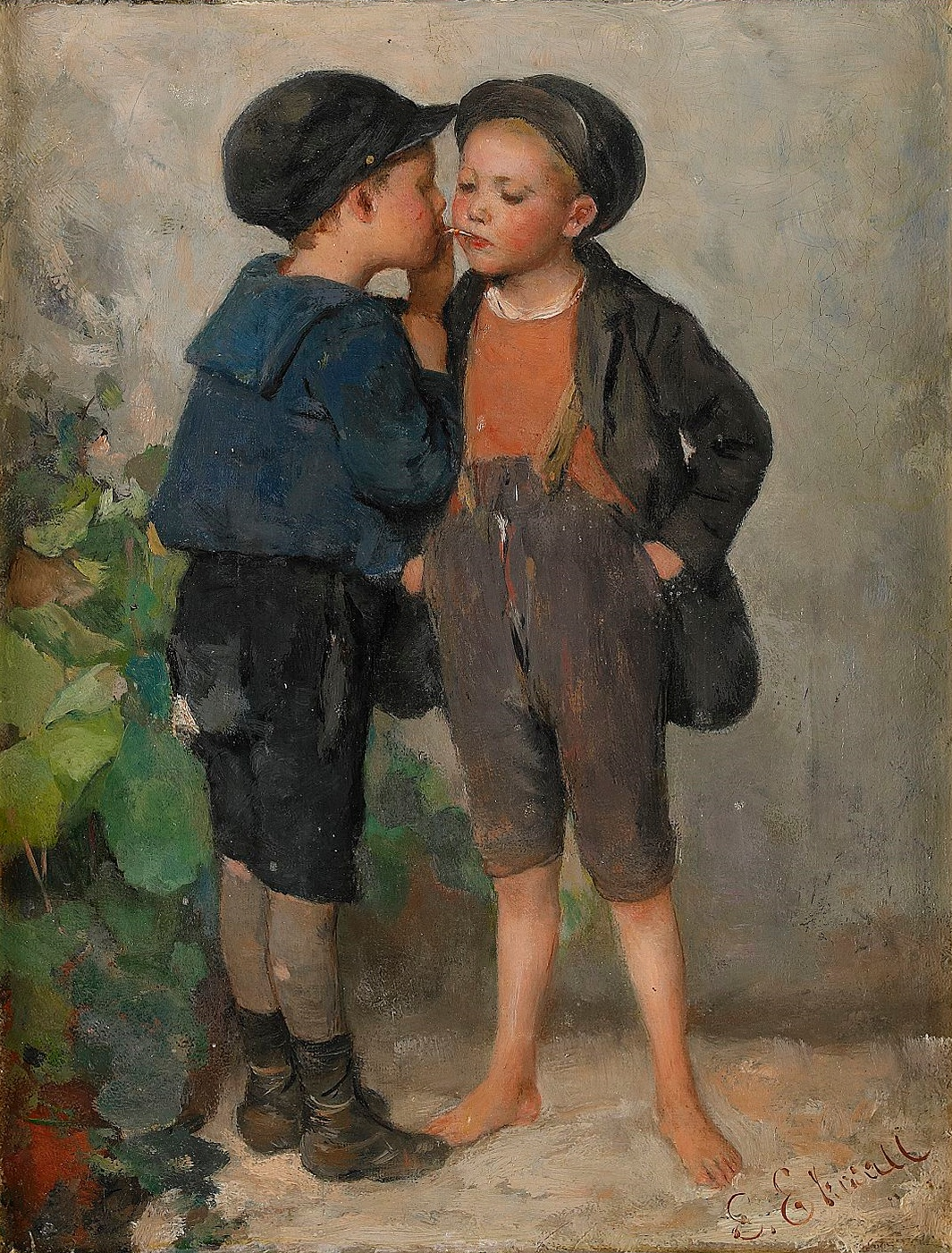
Smygrökande gossar